# Tournus
Tournus település Franciaországban, Saône-et-Loire megyében. Lakosainak száma 5702 fő (2022. január 1.). Tournus Boyer, Lacrost, Mancey, Ozenay, Plottes, Préty, Simandre, Vers és Le Villars községekkel határos.

## Népesség
A település népessége az elmúlt években az alábbi módon változott:
| Lakosok száma | 5892 | 5871 | 5663 | 5916 | 5545 | 5524 | 5489 | 5552 | 5627 | 5702 |
|               | 2006 | 2013 | 2015 | 2016 | 2017 | 2018 | 2019 | 2020 | 2021 | 2022 |

## Látnivalók
- Szent Filibert-templom